# Six Triple Eight
Six Triple Eight (även benämnd som Six. Triple. Eight.) är en amerikansk historisk  långfilm som hade premiär den 20 december 2024 på strömningstjänsten Netflix. Filmen är regisserad av  Tyler Perry och baserad på en artikel av Kevin M. Hymel publicerad i WWII History Magazine.

## Handling
Filmen utspelar sig under andra världskriget och kretsar kring den 6888 bataljonen. Den enda bataljonen helt bestående av svarta kvinnor. I februari 1945 fick bataljonen bestående av 855 svarta kvinnor "det omöjliga uppdraget" att ordna till en backlog av 3 års post till de stridande soldaterna.

## Rollista i urval
- Kerry Washington - major Charity Adams
- Sam Waterston
- Susan Sarandon
- Oprah Winfrey
- Ebony Obsidian
- Milauna Jackson
- Kylie Jefferson
- Shanice Shantay
- Sarah Jeffery
- Pepi Sonuga
- Gregg Sulkin